# Matej Tóth
Matej Tóth (n. 10 februarie 1983, Nitra, Republica Socialistă Cehoslovacia, Regatul Ungariei) este un mărșăluitor ce a reprezentat Slovacia, medaliat olimpic. A participat la 5 ediții ale Jocurilor Olimpice (2004, 2008, 2012, 2016, 2020) în care a câștigat o medalie de aur în proba de 50 km marș. În 2015 a devenit campion mondial.

## Palmares
| An   | Competiție                              | Locație                        | Loc | Eveniment     | Note     |
| ---- | --------------------------------------- | ------------------------------ | --- | ------------- | -------- |
| 1999 | Campionatul Mondial de Juniori (sub 18) | Bydgoszcz, Polonia             | 8   | 10 000 m marș | 46:49,33 |
| 2001 | Cupa Europei de Marș de Juniori         | Dudince, Slovacia              | 39  | 10 km marș    | 47:18    |
| 2001 | Campionatul European de Juniori         | Grosseto, Italia               | 6   | 10 000 m marș | 44:14,72 |
| 2002 | Campionatul Mondial de Juniori          | Kingston, Jamaica              | 16  | 10 000 m marș | 45:05,02 |
| 2003 | Cupa Europei de Marș                    | Ceboksarî, Rusia               | 24  | 20 km marș    | 1:25:28  |
| 2003 | Campionatul European de Tineret         | Bydgoszcz, Polonia             | 6   | 20 km marș    | 1:25:59  |
| 2003 | Universiada                             | Daegu, Coreea de Sud           | 10  | 20 km marș    | 1:27:51  |
| 2004 | Cupa Mondială de Marș                   | Naumburg, Germania             | 54  | 20 km marș    | 1:26:59  |
| 2004 | Jocurile Olimpice                       | Atena, Grecia                  | 32  | 20 km marș    | 1:28:49  |
| 2005 | Cupa Europei de Marș                    | Miskolc, Ungaria               | 12  | 20 km marș    | 1:23:58  |
| 2005 | Campionatul European de Tineret         | Erfurt, Germania               | –   | 20 km marș    | DS       |
| 2005 | Campionatul Mondial                     | Helsinki, Finlanda             | 21  | 20 km marș    | 1:23:55  |
| 2005 | Universiada                             | İzmir, Turcia                  | 9   | 20 km marș    | 1:28:58  |
| 2006 | Cupa Mondială de Marș                   | La Coruña, Spania              | 46  | 20 km marș    | 1:26:30  |
| 2006 | Campionatul European                    | Göteborg, Suedia               | 6   | 20 km marș    | 1:21:39  |
| 2007 | Cupa Europei de Marș                    | Leamington Spa, Marea Britanie | 27  | 20 km marș    | 1:25:12  |
| 2007 | Campionatul Mondial                     | Osaka, Japonia                 | 14  | 20 km marș    | 1:25:57  |
| 2008 | Cupa Mondială de Marș                   | Ceboksarî, Rusia               | 17  | 20 km marș    | 1:21:24  |
| 2008 | Jocurile Olimpice                       | Beijing, China                 | 26  | 20 km marș    | 1:23:17  |
| 2009 | Cupa Europei de Marș                    | Metz, Franța                   | 9   | 20 km marș    | 1:27:29  |
| 2009 | Campionatul Mondial                     | Berlin, Germania               | 8   | 20 km marș    | 1:21:13  |
| 2009 | Campionatul Mondial                     | Berlin, Germania               | 9   | 50 km marș    | 3:48:35  |
| 2010 | Cupa Mondială de Marș                   | Chihuahua, Mexic               | 1   | 50 km marș    | 3:53:30  |
| 2010 | Campionatul European                    | Barcelona, Spania              | 6   | 20 km marș    | 1:22:20  |
| 2011 | Cupa Europei de Marș                    | Olhão, Portugalia              | 1   | 20 km marș    | 1:23:53  |
| 2011 | Campionatul Mondial                     | Daegu, Coreea de Sud           | 9   | 20 km marș    | 1:22:55  |
| 2011 | Campionatul Mondial                     | Daegu, Coreea de Sud           | –   | 50 km marș    | NT       |
| 2012 | Jocurile Olimpice                       | Londra, Marea Britanie         | 5   | 50 km marș    | 3:41:24  |
| 2013 | Cupa Europei de Marș                    | Dudince, Slovacia              | 3   | 20 km marș    | 1:21:51  |
| 2013 | Campionatul Mondial                     | Moscova, Rusia                 | 4   | 50 km marș    | 3:41:07  |
| 2014 | Cupa Mondială de Marș                   | Taicang, China                 | 27  | 20 km marș    | 1:21:33  |
| 2014 | Campionatul European                    | Zürich, Elveția                | 2   | 50 km marș    | 3:36:21  |
| 2015 | Cupa Europei de Marș                    | Murcia, Spania                 | 2   | 20 km marș    | 1:20:21  |
| 2015 | Cupa Europei de Marș                    | Murcia, Spania                 | 6   | echipe        | 1:20:21  |
| 2015 | Campionatul Mondial                     | Beijing, China                 | 1   | 50 km marș    | 3:40:32  |
| 2016 | Jocurile Olimpice                       | Rio de Janeiro, Brazilia       | 1   | 50 km marș    | 3:40:58  |
| 2018 | Campionatul European                    | Berlin, Germania               | 2   | 50 km marș    | 3:47:27  |
| 2019 | Campionatul Mondial                     | Doha, Qatar                    | –   | 50 km marș    | NT       |
| 2021 | Jocurile Olimpice                       | Tokio, Japonia                 | 14  | 50 km marș    | 3:56:23  |